# Barriada Vallès
La Barriada Vallès és una filera de cases del passeig de la Torre Blanca de Sant Cugat del Vallès (Vallès Occidental) que forma part de l'Inventari del Patrimoni Arquitectònic de Catalunya.
Els edificis dels números 24 a 42 del passeig de la Torre Blanca és un agrupament de cases unifamiliars formades per planta baixa i pis que formen part de l'Inventari del Patrimoni Arquitectònic de Catalunya. Són agrupades en forma escalonada per tal de superar el fort pendent del carrer. Destaquen per llur ornamentació de majòliques i esgrafiats a la façana de tipus noucentista. És un notable exemple de cases urbanes del primer terç del segle xx.